# Can Batlle (Cabanelles)
Can Batlle és una masia del municipi de Cabanelles (Alt Empordà) inclosa en l'Inventari del Patrimoni Arquitectònic de Catalunya.

## Descripció
Situada al sud del petit nucli de Vilademires, a l'oest del municipi de Cabanelles al qual pertany.
Masia de grans dimensions formada per diversos cossos adossats, que li confereixen una planta més o menys rectangular. L'edifici principal, format per tres crugies, presenta la coberta de dues aigües de teula i està distribuït en planta baixa i dos pisos. La façana principal, orientada a migdia, presenta un portal d'accés d'arc de mig punt adovellat a la planta baixa i obertures rectangulars al pis, en concret, un balcó exempt de recent obertura i una finestra emmarcada amb carreus de pedra ben desbastats. Les finestres del segon nivell tenen els emmarcaments arrebossats. Adossat a la cantonada sud-est del parament hi ha un cos de planta quadrada cobert amb terrassa al primer pis, que presenta una porta d'accés rectangular emmarcada amb carreus de pedra. Conserva un dels permòdols que en origen sostenien la llinda. De la façana de llevant de la casa destaca una finestra rectangular emmarcada amb carreus, amb l'ampit motllurat i la llinda gravada amb la data 1757. Al costat hi ha una finestra balconera fruit d'una ampliació, amb la data 1775 gravada a la llinda. La façana de ponent de l'edifici presenta un cos adossat rectangular, cobert amb terrassa al pis i tres grans voltes de mig punt a la planta baixa. Dues són bastides amb pedruscall i l'altra amb maons disposats a pla, totes tres recolzades damunt de murs de pedra. La part posterior de la casa presenta tres petits cossos adossats amb les cobertes de dues aigües i distribuïts en dos pisos, dels que destaca una estreta finestra rectangular emmarcada amb carreus de pedra, amb la llinda gravada amb la inscripció " ISIDRO BALLA 1641".
La construcció presenta els paraments arrebossats i pintats.

## Història
Segons el Pla Especial d'identificació i regulació de masies i cases rurals de l'ajuntament de Cabanelles Can Batlle és una edificació del segle xviii, de l'any 1777; així i tot hom pot pensar que és anterior, donat que es troba una llinda commemorativa amb el nom ISIDRO BALLA 1647 en una de les finestres, i en una altra la data 1757.